# Élections cantonales de 1992 en Maine-et-Loire
Les élections cantonales ont eu lieu les 22 et 29 mars 1992.
Lors de ces élections, 20 des 41 cantons de Maine-et-Loire ont été renouvelés. Elles ont vu la reconduction de la majorité UDF dirigée par Jean Sauvage, président du conseil général depuis 1982.

## Résultats à l’échelle du département
Répartition départementale des résultats (2e tour).
- EXG (2,04 %)
- PCF (3,56 %)
- PS (18,43 %)
- PRG (2,27 %)
- Majorité (7,04 %)
- RPR (21,18 %)
- UDF (30,09 %)
- DVD (15,4 %)

| Étiquette      | Étiquette                          | Premier tour | Premier tour | Second tour | Second tour | Sièges |
| Étiquette      | Étiquette                          | Voix         | %            | Voix        | %           | Sièges |
| -------------- | ---------------------------------- | ------------ | ------------ | ----------- | ----------- | ------ |
|                | Parti socialiste                   | 19 066       | 12,75        | 14 533      | 18,43       | 0      |
|                | Extrème gauche                     | 12 930       | 8,64         | 1 608       | 2,04        | 0      |
|                | Parti communiste français          | 7 141        | 4,77         | 2 805       | 3,56        | 0      |
|                | Majorité présidentielle            | 6 495        | 4,34         | 5 554       | 7,04        | 2      |
|                | Parti radical de gauche            | 1 309        | 0,88         | 1 791       | 2,27        | 0      |
| Gauche         | Gauche                             | 46 941       | 31,38        | 26 291      | 33,34       | 2      |
|                |                                    |              |              |             |             |        |
|                | Union pour la démocratie française | 50 416       | 33,70        | 23 728      | 30,09       | 8      |
|                | Rassemblement pour la République   | 22 282       | 14,90        | 16 702      | 21,18       | 8      |
|                | Front national                     | 12 261       | 8,20         |             |             |        |
|                | Divers droite                      | 10 207       | 6,82         | 12 146      | 15,40       | 2      |
| Droite         | Droite                             | 95 166       | 63,62        | 52 576      | 66,66       | 18     |
|                |                                    |              |              |             |             |        |
|                | Les Verts                          | 3 868        | 2,59         |             |             |        |
|                | Génération écologie                | 3 607        | 2,41         |             |             |        |
| Écologistes    | Écologistes                        | 7 475        | 5,00         |             |             |        |
|                |                                    |              |              |             |             |        |
| Inscrits       | Inscrits                           | 231 314      | 100,00       | 156 845     | 100,00      |        |
| Abstention     | Abstention                         | 70 854       | 30,63        | 69 090      | 44,05       |        |
| Votants        | Votants                            | 160 460      | 69,37        | 87 755      | 55,95       |        |
| Blancs et nuls | Blancs et nuls                     | 10 878       | 6,78         | 8 888       | 10,13       |        |
| Exprimés       | Exprimés                           | 149 582      | 93,22        | 78 867      | 89,87       |        |

## Résultats par canton

### Canton d'Allonnes
| Candidats      | Candidats          | Étiquette      | Premier tour | Premier tour | Second tour | Second tour |
| Candidats      | Candidats          | Étiquette      | Voix         | %            | Voix        | %           |
| -------------- | ------------------ | -------------- | ------------ | ------------ | ----------- | ----------- |
|                | Armand Goyet       | PS             | 2 002        | 42,07        | 2 828       | 61,55       |
|                | Pierre Constantin* | UDF            | 1 163        | 24,44        | Retrait     | Retrait     |
|                | Noël Baudouin      | DVD            | 1 073        | 22,55        | 1 767       | 38,45       |
|                | Luc Delbecque      | FN             | 398          | 8,36         |             |             |
|                | Hélène Flessati    | PCF            | 123          | 2,58         |             |             |
|                |                    |                |              |              |             |             |
| Inscrits       | Inscrits           | Inscrits       | 7 211        | 100,00       | 7 210       | 100,00      |
| Abstention     | Abstention         | Abstention     | 2 130        | 29,54        | 2 419       | 33,55       |
| Votants        | Votants            | Votants        | 5 081        | 70,46        | 4 791       | 66,45       |
| Blancs et nuls | Blancs et nuls     | Blancs et nuls | 322          | 6,34         | 196         | 4,09        |
| Exprimés       | Exprimés           | Exprimés       | 4 759        | 93,66        | 4 595       | 95,91       |

*sortant

### Canton d'Angers-Ouest
| Candidats      | Candidats        | Étiquette      | Premier tour | Premier tour | Second tour | Second tour |
| Candidats      | Candidats        | Étiquette      | Voix         | %            | Voix        | %           |
| -------------- | ---------------- | -------------- | ------------ | ------------ | ----------- | ----------- |
|                | Jean Turc*       | UDF            | 3 606        | 35,11        | 4 173       | 51,74       |
|                | Dominique Papin  | PS             | 2 279        | 22,19        | 3 892       | 48,26       |
|                | Gérard Thenier   | GE             | 1 487        | 14,48        |             |             |
|                | Marc Gicquel     | EXG            | 1 336        | 13,01        |             |             |
|                | Jacques Gérardin | FN             | 1 004        | 9,78         |             |             |
|                | Claudi Menard    | PCF            | 559          | 5,44         |             |             |
|                |                  |                |              |              |             |             |
| Inscrits       | Inscrits         | Inscrits       | 16 285       | 100,00       | 16 285      | 100,00      |
| Abstention     | Abstention       | Abstention     | 5 368        | 32,96        | 7 527       | 46,22       |
| Votants        | Votants          | Votants        | 10 917       | 67,04        | 8 758       | 53,78       |
| Blancs et nuls | Blancs et nuls   | Blancs et nuls | 646          | 5,92         | 693         | 7,91        |
| Exprimés       | Exprimés         | Exprimés       | 10 271       | 94,08        | 8 065       | 92,09       |

*sortant

### Canton d'Angers-Sud
| Candidats      | Candidats          | Étiquette      | Premier tour | Premier tour | Second tour | Second tour |
| Candidats      | Candidats          | Étiquette      | Voix         | %            | Voix        | %           |
| -------------- | ------------------ | -------------- | ------------ | ------------ | ----------- | ----------- |
|                | André Lardeux*     | RPR            | 3 327        | 35,72        | 4 029       | 54,04       |
|                | Daniel Raoul       | PS             | 2 627        | 28,21        | 3 426       | 45,96       |
|                | Jean Quelennec     | FN             | 1 031        | 11,07        |             |             |
|                | Caroline Dejean    | Verts          | 933          | 10,02        |             |             |
|                | Bernard Gate       | EXG            | 888          | 9,54         |             |             |
|                | Jean-Paul Plassard | PCF            | 507          | 5,44         |             |             |
|                |                    |                |              |              |             |             |
| Inscrits       | Inscrits           | Inscrits       | 15 607       | 100,00       | 15 607      | 100,00      |
| Abstention     | Abstention         | Abstention     | 5 851        | 37,49        | 7 580       | 48,57       |
| Votants        | Votants            | Votants        | 9 756        | 62,51        | 8 027       | 51,43       |
| Blancs et nuls | Blancs et nuls     | Blancs et nuls | 443          | 4,54         | 572         | 7,13        |
| Exprimés       | Exprimés           | Exprimés       | 9 313        | 95,46        | 7 455       | 92,87       |

*sortant

### Canton d'Angers-Trélazé
| Candidats      | Candidats        | Étiquette      | Premier tour | Premier tour | Second tour | Second tour |
| Candidats      | Candidats        | Étiquette      | Voix         | %            | Voix        | %           |
| -------------- | ---------------- | -------------- | ------------ | ------------ | ----------- | ----------- |
|                | Hubert Grimault* | UDF            | 4 365        | 43,67        | 5 419       | 65,89       |
|                | Jean Bertholet   | PCF            | 1 844        | 18,45        | 2 805       | 34,11       |
|                | Jean-Marc Chiron | PS             | 1 467        | 14,68        |             |             |
|                | Pierre Hosten    | FN             | 881          | 8,81         |             |             |
|                | Martial Ruppert  | Verts          | 781          | 7,81         |             |             |
|                | Gilles Mahe      | EXG            | 658          | 6,58         |             |             |
|                |                  |                |              |              |             |             |
| Inscrits       | Inscrits         | Inscrits       | 16 242       | 100,00       | 16 242      | 100,00      |
| Abstention     | Abstention       | Abstention     | 5 571        | 34,30        | 7 124       | 43,86       |
| Votants        | Votants          | Votants        | 10 671       | 65,70        | 9 118       | 56,14       |
| Blancs et nuls | Blancs et nuls   | Blancs et nuls | 675          | 6,33         | 894         | 9,80        |
| Exprimés       | Exprimés         | Exprimés       | 9 996        | 93,67        | 8 224       | 90,20       |

*sortant

### Canton de Baugé
| Candidats      | Candidats         | Étiquette      | Premier tour | Premier tour | Second tour | Second tour |
| Candidats      | Candidats         | Étiquette      | Voix         | %            | Voix        | %           |
| -------------- | ----------------- | -------------- | ------------ | ------------ | ----------- | ----------- |
|                | Pierre Guibert    | PS             | 2 434        | 48,95        | 2 726       | 100,00      |
|                | Pierre Salvetat*  | UDF            | 1 443        | 29,02        | Retrait     | Retrait     |
|                | Alain Cremois     | EXG            | 630          | 12,67        |             |             |
|                | Jean-René Peltier | FN             | 282          | 5,67         |             |             |
|                | Françoise Poirier | PCF            | 183          | 3,68         |             |             |
|                |                   |                |              |              |             |             |
| Inscrits       | Inscrits          | Inscrits       | 7 590        | 100,00       | 7 590       | 100,00      |
| Abstention     | Abstention        | Abstention     | 2 302        | 30,33        | 3 937       | 51,87       |
| Votants        | Votants           | Votants        | 5 288        | 69,67        | 3 653       | 48,13       |
| Blancs et nuls | Blancs et nuls    | Blancs et nuls | 316          | 5,98         | 927         | 25,38       |
| Exprimés       | Exprimés          | Exprimés       | 4 972        | 94,02        | 2 726       | 74,62       |

*sortant

### Canton de Candé
| Candidats      | Candidats         | Étiquette      | Premier tour | Premier tour |
| Candidats      | Candidats         | Étiquette      | Voix         | %            |
| -------------- | ----------------- | -------------- | ------------ | ------------ |
|                | René Lefrancq*    | RPR            | 2 431        | 67,91        |
|                | Jean-Michel Bosse | EXG            | 530          | 14,80        |
|                | Jérôme Mater      | PS             | 283          | 7,91         |
|                | Albert Toulouze   | FN             | 282          | 7,88         |
|                | Claude Maximil    | PCF            | 54           | 1,51         |
|                |                   |                |              |              |
| Inscrits       | Inscrits          | Inscrits       | 5 078        | 100,00       |
| Abstention     | Abstention        | Abstention     | 1 176        | 23,16        |
| Votants        | Votants           | Votants        | 3 902        | 76,84        |
| Blancs et nuls | Blancs et nuls    | Blancs et nuls | 322          | 8,25         |
| Exprimés       | Exprimés          | Exprimés       | 3 580        | 91,75        |

*sortant

### Canton de Chalonnes-sur-Loire
| Candidats      | Candidats         | Étiquette      | Premier tour | Premier tour |
| Candidats      | Candidats         | Étiquette      | Voix         | %            |
| -------------- | ----------------- | -------------- | ------------ | ------------ |
|                | Michel Bordereau* | UDF            | 3 329        | 65,19        |
|                | Bruno Cheminat    | EXG            | 660          | 12,92        |
|                | Guy Biju          | PS             | 625          | 12,24        |
|                | Roger Thiebaut    | FN             | 337          | 6,60         |
|                | Marcel Lebeaupin  | PCF            | 156          | 3,05         |
|                |                   |                |              |              |
| Inscrits       | Inscrits          | Inscrits       | 7 441        | 100,00       |
| Abstention     | Abstention        | Abstention     | 2 039        | 27,40        |
| Votants        | Votants           | Votants        | 5 402        | 72,60        |
| Blancs et nuls | Blancs et nuls    | Blancs et nuls | 295          | 5,46         |
| Exprimés       | Exprimés          | Exprimés       | 5 107        | 94,54        |

*sortant

### Canton de Cholet-1
| Candidats      | Candidats          | Étiquette      | Premier tour | Premier tour | Second tour | Second tour |
| Candidats      | Candidats          | Étiquette      | Voix         | %            | Voix        | %           |
| -------------- | ------------------ | -------------- | ------------ | ------------ | ----------- | ----------- |
|                | Gilles Bourdouleix | UDF            | 1 991        | 20,04        | 2 942       | 41,67       |
|                | Germaine Heulin    | RPR            | 1 701        | 17,12        | 4 119       | 58,33       |
|                | Bernard Chagnoleau | PS             | 1 556        | 15,66        |             |             |
|                | André Jouteau      | UDF            | 1 350        | 13,59        |             |             |
|                | Michel Bonnette    | EXG            | 1 117        | 11,24        |             |             |
|                | Louis Biotteau     | DVD            | 1 004        | 10,10        |             |             |
|                | Roger Baudry       | FN             | 828          | 8,33         |             |             |
|                | Guy Defois         | PCF            | 389          | 3,92         |             |             |
|                |                    |                |              |              |             |             |
| Inscrits       | Inscrits           | Inscrits       | 16 854       | 100,00       | 16 848      | 100,00      |
| Abstention     | Abstention         | Abstention     | 6 241        | 37,03        | 8 519       | 50,56       |
| Votants        | Votants            | Votants        | 10 613       | 62,97        | 8 329       | 49,44       |
| Blancs et nuls | Blancs et nuls     | Blancs et nuls | 677          | 6,38         | 1 268       | 15,22       |
| Exprimés       | Exprimés           | Exprimés       | 9 936        | 93,62        | 7 061       | 84,78       |

### Canton de Cholet-2
| Candidats      | Candidats            | Étiquette      | Premier tour | Premier tour | Second tour | Second tour |
| Candidats      | Candidats            | Étiquette      | Voix         | %            | Voix        | %           |
| -------------- | -------------------- | -------------- | ------------ | ------------ | ----------- | ----------- |
|                | Jean-Louis Belouard  | DVD            | 4 659        | 44,49        | 6 645       | 76,27       |
|                | Jacquelin Ligot*     | UDF            | 2 205        | 21,05        | Retrait     | Retrait     |
|                | Jean-Marie Veigneau  | PS             | 1 612        | 15,39        | 2 068       | 23,73       |
|                | Luc Bonneau          | EXG            | 996          | 9,51         |             |             |
|                | Marie-Florence Lyoen | FN             | 762          | 7,28         |             |             |
|                | Joël Dugast          | PCF            | 239          | 2,28         |             |             |
|                |                      |                |              |              |             |             |
| Inscrits       | Inscrits             | Inscrits       | 15 790       | 100,00       | 15 787      | 100,00      |
| Abstention     | Abstention           | Abstention     | 4 719        | 29,89        | 6 477       | 41,03       |
| Votants        | Votants              | Votants        | 11 071       | 70,11        | 9 310       | 58,97       |
| Blancs et nuls | Blancs et nuls       | Blancs et nuls | 598          | 5,40         | 597         | 6,41        |
| Exprimés       | Exprimés             | Exprimés       | 10 473       | 94,60        | 8 713       | 93,59       |

*sortant

### Canton de Doué-la-Fontaine
| Candidats      | Candidats        | Étiquette      | Premier tour | Premier tour | Second tour | Second tour |
| Candidats      | Candidats        | Étiquette      | Voix         | %            | Voix        | %           |
| -------------- | ---------------- | -------------- | ------------ | ------------ | ----------- | ----------- |
|                | Jean-Pierre Pohu | RPR            | 2 577        | 40,87        | 3 225       | 100,00      |
|                | Jean Bégault     | UDF            | 1 546        | 24,52        | Retrait     | Retrait     |
|                | Edith Roussel    | PS             | 701          | 11,12        |             |             |
|                | Joseph Guichoux  | DVD            | 505          | 8,01         |             |             |
|                | Clément Courant  | DVD            | 424          | 6,72         |             |             |
|                | Patrice Gros     | FN             | 408          | 6,47         |             |             |
|                | Michel Raimbault | PCF            | 145          | 2,30         |             |             |
|                |                  |                |              |              |             |             |
| Inscrits       | Inscrits         | Inscrits       | 9 549        | 100,00       | 9 500       | 100,00      |
| Abstention     | Abstention       | Abstention     | 2 767        | 28,98        | 5 086       | 53,54       |
| Votants        | Votants          | Votants        | 6 782        | 71,02        | 4 414       | 46,46       |
| Blancs et nuls | Blancs et nuls   | Blancs et nuls | 476          | 7,02         | 1 189       | 26,94       |
| Exprimés       | Exprimés         | Exprimés       | 6 306        | 92,98        | 3 225       | 73,06       |

### Canton de Durtal
| Candidats      | Candidats           | Étiquette      | Premier tour | Premier tour | Second tour | Second tour |
| Candidats      | Candidats           | Étiquette      | Voix         | %            | Voix        | %           |
| -------------- | ------------------- | -------------- | ------------ | ------------ | ----------- | ----------- |
|                | Charles Jolibois*   | UDF            | 1 970        | 46,85        | 2 115       | 54,15       |
|                | Jean Tardif         | PRG            | 1 309        | 31,13        | 1 791       | 45,85       |
|                | Yves Lethielleux    | Verts          | 468          | 11,13        |             |             |
|                | Jean-Léon Rochefort | FN             | 319          | 7,59         |             |             |
|                | Yvette Garcia       | PCF            | 139          | 3,31         |             |             |
|                |                     |                |              |              |             |             |
| Inscrits       | Inscrits            | Inscrits       | 6 435        | 100,00       | 6 435       | 100,00      |
| Abstention     | Abstention          | Abstention     | 1 941        | 30,16        | 2 371       | 36,85       |
| Votants        | Votants             | Votants        | 4 494        | 69,84        | 4 064       | 63,15       |
| Blancs et nuls | Blancs et nuls      | Blancs et nuls | 289          | 6,43         | 158         | 3,89        |
| Exprimés       | Exprimés            | Exprimés       | 4 205        | 93,57        | 3 906       | 96,11       |

*sortant

### Canton de Gennes
| Candidats      | Candidats          | Étiquette      | Premier tour | Premier tour | Second tour | Second tour |
| Candidats      | Candidats          | Étiquette      | Voix         | %            | Voix        | %           |
| -------------- | ------------------ | -------------- | ------------ | ------------ | ----------- | ----------- |
|                | André Courtiaud*   | UDF            | 1 275        | 41,13        | 1 273       | 46,99       |
|                | Jacques Bossoutrot | DVD            | 829          | 26,74        | 1 436       | 53,01       |
|                | Monique Ballard    | EXG            | 316          | 10,19        |             |             |
|                | Isabelle Galesne   | PS             | 299          | 9,65         |             |             |
|                | Michel Hernandez   | FN             | 298          | 9,61         |             |             |
|                | André Duperray     | PCF            | 83           | 2,68         |             |             |
|                |                    |                |              |              |             |             |
| Inscrits       | Inscrits           | Inscrits       | 4 880        | 100,00       | 4 880       | 100,00      |
| Abstention     | Abstention         | Abstention     | 1 516        | 31,07        | 1 944       | 39,84       |
| Votants        | Votants            | Votants        | 3 364        | 68,93        | 2 936       | 60,16       |
| Blancs et nuls | Blancs et nuls     | Blancs et nuls | 264          | 7,85         | 227         | 7,73        |
| Exprimés       | Exprimés           | Exprimés       | 3 100        | 92,15        | 2 709       | 92,27       |

*sortant

### Canton de Montrevault
| Candidats      | Candidats         | Étiquette      | Premier tour | Premier tour |
| Candidats      | Candidats         | Étiquette      | Voix         | %            |
| -------------- | ----------------- | -------------- | ------------ | ------------ |
|                | Christian Gaudin  | UDF            | 4 386        | 59,25        |
|                | Jean-Marie Reveau | UDF            | 2 218        | 29,96        |
|                | Lucie Peltier     | FN             | 484          | 6,54         |
|                | Leone Pouvreau    | PCF            | 314          | 4,24         |
|                |                   |                |              |              |
| Inscrits       | Inscrits          | Inscrits       | 10 892       | 100,00       |
| Abstention     | Abstention        | Abstention     | 2 664        | 24,46        |
| Votants        | Votants           | Votants        | 8 228        | 75,54        |
| Blancs et nuls | Blancs et nuls    | Blancs et nuls | 826          | 10,04        |
| Exprimés       | Exprimés          | Exprimés       | 7 402        | 89,96        |

### Canton des Ponts-de-Cé
| Candidats      | Candidats         | Étiquette      | Premier tour | Premier tour | Second tour | Second tour |
| Candidats      | Candidats         | Étiquette      | Voix         | %            | Voix        | %           |
| -------------- | ----------------- | -------------- | ------------ | ------------ | ----------- | ----------- |
|                | Guy Poirier*      | UDF            | 7 118        | 45,22        | 7 806       | 60,26       |
|                | Jean-Claude Boyer | PS             | 2 872        | 18,24        | 5 147       | 39,74       |
|                | Philippe Bodard   | GE             | 2 120        | 13,47        |             |             |
|                | Pierre Cesca      | FN             | 1 646        | 10,46        |             |             |
|                | Jacques Godin     | EXG            | 1 236        | 7,85         |             |             |
|                | Gisèle Thomas     | PCF            | 750          | 4,76         |             |             |
|                |                   |                |              |              |             |             |
| Inscrits       | Inscrits          | Inscrits       | 23 339       | 100,00       | 23 339      | 100,00      |
| Abstention     | Abstention        | Abstention     | 6 414        | 27,48        | 9 067       | 38,85       |
| Votants        | Votants           | Votants        | 16 925       | 72,52        | 14 272      | 61,15       |
| Blancs et nuls | Blancs et nuls    | Blancs et nuls | 1 183        | 6,99         | 1 319       | 9,24        |
| Exprimés       | Exprimés          | Exprimés       | 15 742       | 93,01        | 12 953      | 90,76       |

*sortant

### Canton de Pouancé
| Candidats      | Candidats             | Étiquette      | Premier tour | Premier tour |
| Candidats      | Candidats             | Étiquette      | Voix         | %            |
| -------------- | --------------------- | -------------- | ------------ | ------------ |
|                | Jacques Béline*       | RPR            | 3 744        | 69,32        |
|                | Denise Pleurmeau      | PS             | 575          | 10,65        |
|                | Henri-Claude Houssais | EXG            | 541          | 10,02        |
|                | Charles Gatinault     | PCF            | 314          | 5,81         |
|                | Claude Fournel        | FN             | 227          | 4,20         |
|                |                       |                |              |              |
| Inscrits       | Inscrits              | Inscrits       | 7 860        | 100,00       |
| Abstention     | Abstention            | Abstention     | 2 035        | 25,89        |
| Votants        | Votants               | Votants        | 5 825        | 74,11        |
| Blancs et nuls | Blancs et nuls        | Blancs et nuls | 424          | 7,28         |
| Exprimés       | Exprimés              | Exprimés       | 5 401        | 92,72        |

*sortant

### Canton de Saint-Florent-le-Vieil
| Candidats      | Candidats               | Étiquette      | Premier tour | Premier tour |
| Candidats      | Candidats               | Étiquette      | Voix         | %            |
| -------------- | ----------------------- | -------------- | ------------ | ------------ |
|                | François Blouin*        | UDF            | 4 813        | 60,67        |
|                | Jean-Marc Bureau        | EXG            | 1 721        | 21,69        |
|                | Yves Letourneux         | PS             | 710          | 8,95         |
|                | Jean-Pierre Broutschert | FN             | 572          | 7,21         |
|                | Hubert Dupont           | PCF            | 117          | 1,47         |
|                |                         |                |              |              |
| Inscrits       | Inscrits                | Inscrits       | 11 561       | 100,00       |
| Abstention     | Abstention              | Abstention     | 2 664        | 23,04        |
| Votants        | Votants                 | Votants        | 8 897        | 76,96        |
| Blancs et nuls | Blancs et nuls          | Blancs et nuls | 964          | 10,84        |
| Exprimés       | Exprimés                | Exprimés       | 7 933        | 89,16        |

*sortant

### Canton de Saint-Georges-sur-Loire
| Candidats      | Candidats        | Étiquette      | Premier tour | Premier tour | Second tour | Second tour |
| Candidats      | Candidats        | Étiquette      | Voix         | %            | Voix        | %           |
| -------------- | ---------------- | -------------- | ------------ | ------------ | ----------- | ----------- |
|                | Jean Saint-Bris* | RPR            | 3 122        | 47,12        | 3 144       | 57,77       |
|                | Paul Dalifard    | DVD            | 1 290        | 19,47        | 2 298       | 42,23       |
|                | Alain Niobe      | Verts          | 603          | 9,10         |             |             |
|                | Guy Lecroq       | PS             | 574          | 8,66         |             |             |
|                | François Morin   | EXG            | 452          | 6,82         |             |             |
|                | Roger Sevillia   | FN             | 421          | 6,35         |             |             |
|                | Jacques Lecoutre | PCF            | 163          | 2,46         |             |             |
|                |                  |                |              |              |             |             |
| Inscrits       | Inscrits         | Inscrits       | 9 468        | 100,00       | 9 468       | 100,00      |
| Abstention     | Abstention       | Abstention     | 2 369        | 25,02        | 3 498       | 36,95       |
| Votants        | Votants          | Votants        | 7 099        | 74,98        | 5 970       | 63,05       |
| Blancs et nuls | Blancs et nuls   | Blancs et nuls | 474          | 6,68         | 528         | 8,84        |
| Exprimés       | Exprimés         | Exprimés       | 6 625        | 93,32        | 5 442       | 91,16       |

*sortant

### Canton de Saumur-Nord
| Candidats      | Candidats            | Étiquette      | Premier tour | Premier tour | Second tour | Second tour |
| Candidats      | Candidats            | Étiquette      | Voix         | %            | Voix        | %           |
| -------------- | -------------------- | -------------- | ------------ | ------------ | ----------- | ----------- |
|                | Paul Boisnier        | RPR            | 1 277        | 27,92        | 2 185       | 57,61       |
|                | Christian Brulard    | UDF            | 995          | 21,76        | Retrait     | Retrait     |
|                | Jean-Michel Marchand | EXG            | 766          | 16,75        | 1 608       | 42,39       |
|                | Francis Martin       | FN             | 449          | 9,82         |             |             |
|                | Michel Battais       | DVD            | 423          | 9,25         |             |             |
|                | Claude Menard        | PS             | 420          | 9,18         |             |             |
|                | Raymond Berthelemie  | PCF            | 243          | 5,31         |             |             |
|                |                      |                |              |              |             |             |
| Inscrits       | Inscrits             | Inscrits       | 7 654        | 100,00       | 7 654       | 100,00      |
| Abstention     | Abstention           | Abstention     | 2 715        | 35,47        | 3 541       | 46,26       |
| Votants        | Votants              | Votants        | 4 939        | 64,53        | 4 113       | 53,74       |
| Blancs et nuls | Blancs et nuls       | Blancs et nuls | 366          | 7,41         | 320         | 7,78        |
| Exprimés       | Exprimés             | Exprimés       | 4 573        | 92,59        | 3 793       | 92,22       |

### Canton de Saumur-Sud
| Candidats      | Candidats           | Étiquette      | Premier tour | Premier tour |
| Candidats      | Candidats           | Étiquette      | Voix         | %            |
| -------------- | ------------------- | -------------- | ------------ | ------------ |
|                | Louis Robineau*     | UDF            | 6 643        | 56,09        |
|                | Jean-Louis Durozay  | PS             | 1 671        | 14,11        |
|                | Philippe Boret      | FN             | 1 363        | 11,51        |
|                | Christophe Reveille | Verts          | 1 083        | 9,14         |
|                | Bernadette Fourre   | EXG            | 595          | 5,02         |
|                | Roger Tarjon        | PCF            | 489          | 4,13         |
|                |                     |                |              |              |
| Inscrits       | Inscrits            | Inscrits       | 20 025       | 100,00       |
| Abstention     | Abstention          | Abstention     | 7 382        | 36,86        |
| Votants        | Votants             | Votants        | 12 643       | 63,14        |
| Blancs et nuls | Blancs et nuls      | Blancs et nuls | 799          | 6,32         |
| Exprimés       | Exprimés            | Exprimés       | 11 844       | 93,68        |

*sortant

### Canton de Segré
| Candidats      | Candidats           | Étiquette      | Premier tour | Premier tour |
| Candidats      | Candidats           | Étiquette      | Voix         | %            |
| -------------- | ------------------- | -------------- | ------------ | ------------ |
|                | Joël Nardin         | RPR            | 4 103        | 51,01        |
|                | Bernard Pean        | PS             | 1 496        | 18,60        |
|                | Camille Bourgeolais | PS             | 1 358        | 16,88        |
|                | Bernard Tusseau     | EXG            | 488          | 6,07         |
|                | André Dupuy         | PCF            | 330          | 4,10         |
|                | Richard Keller      | FN             | 269          | 3,34         |
|                |                     |                |              |              |
| Inscrits       | Inscrits            | Inscrits       | 11 553       | 100,00       |
| Abstention     | Abstention          | Abstention     | 2 990        | 25,88        |
| Votants        | Votants             | Votants        | 8 563        | 74,12        |
| Blancs et nuls | Blancs et nuls      | Blancs et nuls | 519          | 6,06         |
| Exprimés       | Exprimés            | Exprimés       | 8 044        | 93,94        |

*sortant